# Sasil de León Villard
 (juin 2023).
Sasil de León Villard, née le 8 novembre 1982 à Chiapas (Mexique), est une femme politique mexicaine, sénatrice depuis le 1er septembre 2018.

## Biographie

### Études
Sasil de León, née à Chiapas, est diplômé en relations internationales de l'Université Fray Bartolomé de las Casas de Tuxtla Gutiérrez à Chiapas.

### Parcours politique
En 2013, elle est membre du Parti vert écologiste du Mexique, elle débute son activisme politique dans ce parti, en tant que collaboratrice de campagne, candidate à la députation suppléante et secrétaire pour les femmes du comité directeur d'État du parti.
En 2013, elle est élue députée au Congrès du Chiapas, cependant, elle a demandé un congé lorsqu'elle a été nommée par le gouverneur Manuel Velasco Coello à la tête du Secrétariat d'État pour le développement et l'autonomisation des femmes, jusqu'en 2015. À la fin de l'année 2015, elle est élue députée mexicaine, à Chiapas, avec le PVEM.
Durant son mandat, elle occupe les fonctions de présidente de la Commission de suivi des programmes durables pour les femmes, secrétaire de la commission de l'égalité des sexes, membre de la Commission des relations extérieures et de la défense nationale. Elle fut membre du Comité du Centre d'études pour la réalisation de l'égalité des sexes.
En 2017, elle demande à nouveau une licence, cette fois pour démissionner de son mandat de députée et être nommée déléguée fédérale du programme Prospera (es) dans l'État du Chiapas. Elle démissionne de ses fonctions et décide quitter le Parti vert écologiste du Mexique en 2018. Elle est nommée candidate à la fonction de sénatrice dans l'État du Chiapas avec la coalition Ensemble nous ferons l'Histoire.
Lorsqu'elle est élue à l'issue des élections de 2018, elle décide de rejoindre le Parti de la Réunion sociale, en alliance avec AMLO et MORENA. Le parti de la Réunion sociale décide de la nommer présidente du groupe parlementaire au Sénat.
Au cours de son mandat, elle est présidente de la Commission de Médaille de Belisario Domínguez (es), secrétaire de la Commission d'Affaires des frontières et des migrations, ainsi que membre de la commission de relations étrangères.
Le 8 février 2023, elle annonce rejoindre MORENA, dont elle était déjà une alliée avec PES et la coalition Ensemble nous ferons l'Histoire.
Le 15 juin, quelques mois après avoir rejoint MORENA, elle annonce ses ambitions de devenir gouverneur de  l'État du Chiapas.